# Публий Ювенций Целз (юрист)
Публий Ювенций Целз Тит Ауфидий Хений Севериан (на латински: Publius Iuventius Celsus Titus Aufidius Hoenius Severianus; Celsus filius, на гръцки: Ἰουουέντιος Κέλσος) e политик, сенатор и юрист на Римската империя през края на 1 и началото на 2 век.

## Биография
Произлиза от знатния римски род Ауфидии/Алфидии. Син е на юриста Ювенций Целз (Celsus pater).
През 106 или 107 г. Целс е претор. При август Траян около 112 или през 114/115 г. e управител (legatus Augusti pro praetore Thraciae) на провинция Тракия. Издава монетни емисии чрез градската управа на Перинт (дн. Ерегли). Веднага след това през 115 г. той е суфектконсул заедно с Луций Юлий Фруги. През 129 г. Целс е редовен консул заедно с Луций Нераций Марцел. През 129/130 г. е управител на провинция Азия.
Също като баща си, Публий Ювенций е възпитаник на прокулианското юридическо училище. Той е в личния съвет (consilium) на Адриан и в senatus consultum Iuventianum (129 г.).
Произведенията на Целз са 39 книги (libri digestorum), сборник от правни случаи, Digestorum Libri XXXIX, Epistolae, Quaestiones, Commentarii et Institutiones.